# Cálculo variacional de Malliavin
El cálculo variacional de Malliavin, nombrado así por Paul Malliavin, generaliza el cálculo de variaciones de funciones a procesos estocásticos. El cálculo variacional de Malliavin también se denomina cálculo variacional estocástico. En particular, permite definir la definición de la derivada de una variable aleatoria.
Las ideas de Malliavin llevaron a una demostración de que la condición de Hörmander implica la existencia de una densidad de probabilidad suave para la solución de una ecuación diferencial estocástica. La demostración original de L. Hörmander se basaba en la teoría de ecuaciones en derivadas parciales. El cálculo de Malliavin ha sido aplicado también a las ecuaciones diferenciales estocásticas en derivadas parciales.
El cálculo de Malliavin permite definir la integración por partes de variables aleatorias, esta operación se usa en matemática financiera para calcular las sensibilidades de la derivada financiera. Además el cálculo de Malliavin ha encontrado algunas aplicaciones, por ejemplo, en el filtrado estocástico.

## Panorama general e historia
El cálculo estocástico de Paul Malliavin generaliza como se ha dicho el cálculo de variaciones. Sólo que en lugar de resolver un problema variacional sobre un espacio de funciones lo hace sobre un espacio de procesos estocásticos

### Principio de invariancia
El principio de invariancia usual para la integral de Lebesgue sobre la recta real es que, para cualquier número real ε y cualquier función integrable f, la siguiente condición se cumpla:

{\displaystyle \int _{-\infty }^{\infty }f(x)\,d\lambda (x)=\int _{-\infty }^{\infty }f(x+\varepsilon )\,d\lambda (x)}

Esto puede usarse para deducir una fórmula de integración por partes, escogiendo f = gh y diferenciándloa con respecto a ε en ambos términos, lo que implica

{\displaystyle \int _{-\infty }^{\infty }f'\,d\lambda =\int _{-\infty }^{\infty }(gh)'\,d\lambda =\int _{-\infty }^{\infty }gh'\,d\lambda +\int _{-\infty }^{\infty }g'h\,d\lambda }

Una idea parecida puede aplicarse en análisis estocástico para la diferenciación a lo largo de una dirección de Cameron-Martin-Girsanov. De hecho, si {\displaystyle h_{s}} es un proceso predecible y cuadrado integrable, se define:

{\displaystyle \varphi (t)=\int _{0}^{t}h_{s}\,ds.}

Siendo {\displaystyle X} un proceso de Wiener, el teorema de Girsanov entonces implica el siguiente análogo del principio de invariancia:

{\displaystyle \mathbb {E} (F(X+\varepsilon \varphi ))=\mathbb {E} \left[F(X)\exp \left(\varepsilon \int _{0}^{1}h_{s}\,dX_{s}-{\frac {1}{2}}\varepsilon ^{2}\int _{0}^{1}h_{s}^{2}\,ds\right)\right]}

Diferenciando con respecto a ε en ambos miembros y evaluando en ε=0, se obtiene la siguiente fórmula de integración por partes:

{\displaystyle \mathbb {E} (\langle DF(X),\varphi \rangle )=\mathbb {E} {\Bigl [}F(X)\int _{0}^{1}h_{s}\,dX_{s}{\Bigr ]}.}

Aquí, el término de la izquierda es la derivada de Malliavin de la variable aleatoria {\displaystyle F} en la dirección {\displaystyle \varphi } y la integral que aparece a la derecha debe ser interpretada como una integral de Itō. Esta expresión también resulta cierta (por definición) si {\displaystyle h} no está adaptado, dado que el miembro de la derecha se interpreta como una integral de Skorokhod.[cita requerida]

## Fórmula de Clark-Ocone
Uno de los resultados más útiles del cálculo variacional de Malliavin es el teorema de Clark-Ocone, que permite identificar explícitamente el proceso involucrado en el teorema de representación de martingalas. Una versión simple de este teorema afirma que:
| Para {\displaystyle F:C[0,1]\to \mathbb {R} } satisfaciendo {\displaystyle \mathbb {E} (F(X)^{2})<\infty } que sea Lipschitz y tal que F tenga un núcleo con derivada [en el sentido fuerte], de tal manera que para for {\displaystyle \varphi } in C[0,1] {\displaystyle \lim _{\varepsilon \to 0}(1/\varepsilon )(F(X+\varepsilon \varphi )-F(X))=\int _{0}^{1}F'(X,dt)\varphi (t)\ \mathrm {a.e.} \ X} entonces {\displaystyle F(X)=\mathbb {E} (F(X))+\int _{0}^{1}H_{t}\,dX_{t},} donde H es la proyección previsible de F'(x, (t,1]), que puede ser vista como la derivada de la función F con respecto a un desplazamiento paralelo adecuado del proceso X sobre la porción (t,1] de su dominio. |

Esto puede ser reexpresado de manera concisa mediante:

{\displaystyle F(X)=\mathbb {E} (F(X))+\int _{0}^{1}\mathbb {E} (D_{t}F|{\mathcal {F}}_{t})\,dX_{t}}

Mucho de trabajo en el desarrollo forma del cálculo variacional de Malliavin involucra extender este resultado a la clase más grande posible de funcionales F, reemplazando la derivada del núcleo usado anteriormente por la "derivada" de Malliavin denotada como {\displaystyle D_{t}} en la exposición del resultado anterior.

## Intregral de Skorokhod
El operador integral de Skorokhod que se denota convencionalmente mediante δ se define como el operador adjunto de la derivada de Malliavin, así, para u en el dominio del operador (que es el un subjconjunto de {\displaystyle L^{2}([0,\infty )\times \Omega )}), y para F en el dominio de la derivada de Malliavin se requiere que:

{\displaystyle \mathbb {E} (\langle DF,u\rangle )=\mathbb {E} (F\delta (u)),}

donde el producto interno es el definido en {\displaystyle L^{2}[0,\infty )}, es decir,

{\displaystyle \langle f,g\rangle =\int _{0}^{\infty }f(s)g(s)\,{\text{d}}s}

La existencia de este operador adjunto se sigue del teorema de representación de Riesz para operadores lineales sobre espacios de Hilbert. Se puede demostrarq que si u está adaptada entonces

{\displaystyle \delta (u)=\int _{0}^{\infty }u_{t}\,dW_{t},}

donde la integral debe entenderse en el sentido de Itō. Por tanto, esto proporciona una manera de extender la integral de Itō a integrandos no adaptados.

## Aplicaciones
El cálculo de Malliavin permite la integración por partes en variables aleatorias, esta operación se usa en matemática financiera para calcular la sensibilidad de la "derivada financiera" Además el cálculo tiene aplicaciones en el filtrado estocástico.